# لوئیس آنتونیو آرگوئلو
لوئیس آنتونیو آرگوئلو (Luis Antonio Argüello) (زادهٔ ۲۱ ژوئن ۱۷۸۴ – درگذشتهٔ ۲۷ مارس ۱۸۳۰)، اولین فرماندار کالیفرنیویی آلتا کالیفرنیا (متولد بومی) و نخستین کسی بود که این مسئولیت را تحت حاکمیت مکزیک پذیرفت. او تنها فرمانداری بود که تحت حاکمیت امپراتوری اول مکزیک (بین سال‌های ۱۸۲۱ تا ۱۸۲۳) و همچنین پیش از نخستین انقلاب مکزیک بین سال‌های ۱۸۲۴ تا ۱۸۶۴ به عنوان کفیل فرماندار در دولت موقت بعدی خدمت کرده است.

## زندگی‌نامه
آرگوئلو در «پرسیدیو آف سانفرانسیسکو» (سانفرانسیسکوی امروزی)، آلتا کالیفرنیا، چشم به جهان گشود. پدرش، خوزه داریو آرگوئلو و مادرش، ماریا یگناسیا موراگا از اعضای یکی از خانواده‌های ممتاز و دارای نفوذ و قدرت در تاریخ کالیفرنیای اولیه بودند. پدرش، پوئبلو دی لس آنجلس را تأسیس و به عنوان فرماندار آلتا کالیفرنیا و بعدها شبه‌جزیره باخا کالیفرنیا خدمت نمود.
آرگوئلو در اوت ۱۸۰۶، با درجهٔ ستوان جانشین پدرش در سمت فرمانداری کالیفرنیا شد. او در سال ۱۸۲۱، پروژهٔ اکتشافی کالیفرنیای شمالی را راه-اندازی کرد تا در مورد شایعات ایجاد پایگاه «خارجی‌ها» تحقیق کند. آرگوئلو خاطرات سفر اکتشافی خود را با عنوان، خاطرات کاپتان آرگوئلو: آخرین سفر اکتشافی اسپانیایی در کالیفرنیا ۱۷ اکتبر تا ۱۷ نوامبر سال ۱۸۲۱. او دستور مجازات شکارچی‌های کمپانی روسی-آمریکایی را داد که در خلیج سانفرانسیسکو، سمورهای دریایی را شکار می‌کردند. تعداد زیادی سمور دریایی برای شکار وجود داشت و نبود پُست‌های نظامی اسپانیایی در بالای خلیج سانفرانسیسکو توقف این سفر اکتشافی شمالی و امکان تجارت آنها با نیروهای اسپانیایی را برای آرگوئلو دشوار کرده بود.
برادر او، سانتیاگو آرگوئلو که فرماندار پادگان سان دیگو و آلکالدهٔ (شهردار) پوئبلو دی سان دیگو بود. خواهرش، کانسپسیون آرگوئلو (زادهٔ ۱۷۹۱ – درگذشتهٔ ۱۸۵۷) به دلیل روابط عاشقانه‌اش با نیکلای رزانوف (زادهٔ ۱۷۶۴ – درگذشتهٔ ۱۸۰۷)، مروج روسی استعمار آلاسکا و کالیفرنیا مورد توجه قرار گرفت.
آرگوئلو و همسر دومش، ماریا سولداد اورتگا د آرگولو، از پدر و مادرش، زمین رانچوی اسپانیایی به مساحت ۳۵۲۴۰ جریب فرنگی (۱۴۲٫۶ کیلومتر مربع) که در سال ۱۷۹۵ به نام رانچو د لاس پولگاس نامیده می‌شد، به ارث بردند که شامل سان ماتیو، بلمونت، سان کارلوس، ردوود سیتی، آترتون و منلو پارک امروزی است. گرچه لوئیز هیچگاه در آنجا زندگی نکرد ولی بیوه و فرزندان وی پس از مرگش در آنجا سکونت کردند.
جوزفا آرگوئلو یکی از دختران او بود و با یولوجیو د سلیس ازدواج کرد. پسر آنها یولوجیو اف دی سلیس یک صاحب ملک برجسته در دره سان فرناندو بود.
لوئیس آنتونیو آرگوئلو در سال ۱۸۳۰ در یربا بوئنا (سان فرانسیسکو) چشم از جهان فروبست و در آرامگاه مِیشن سان فرانسیسکو دی آسیس (میشن دولورس) به خاک سپرده شد.

## فرماندار

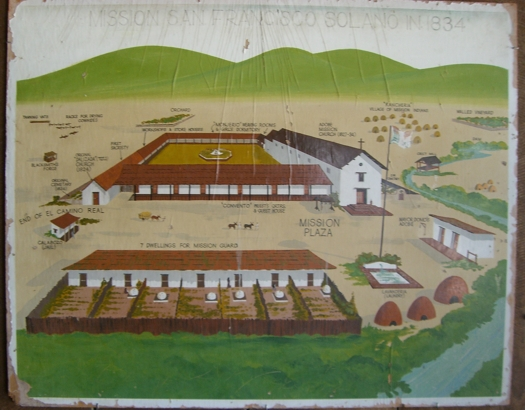
عکس از تصویر قدیمی ماموریت سانفرانسیسکو سولانو در ۱۸۳۴ میلادی

در سال ۱۸۲۲، ویلیام ادوارد پتی هارتنل، آرگوئلو را متقاعد کرد تا حق تجارت در هر بندری در آلتا کالیفرنیا را به او اعطا کند در حالی که تجارت بقیهٔ خارجی‌ها محدود به مونتری و سان دیگو شود.
زمانی که خبر استقلال مکزیک به مونتری رسید، ماریانو گوادالوپه وایخو به عنوان منشی شخصی فرماندار جدید، لوئیس آرگوئلو، خدمت کرد. آرگوئلو در سال ۱۸۲۴ وایخو را به عنوان دانشجوی افسری در گروهان پادگان ثبت نام کرد. پس از ارتقای درجه سرجوخه، آرگوئلو وایخو را پس از ارتقای درجه‌اش به سرجوخه به سمت نمایندهٔ قوه مقننهٔ محلی منصوب کرد. او به درجه آلفرز (برابر با ستوان دوم ارتش امروزی) ارتقا یافت.
او در سال ۱۸۲۳، زمین رانچو لوس کورالیتوس به مساحت ۱۵۴۴۰ جریب فرنگی (۶۲٫۵ کیلومتر مربع) را واقع در شهر سانتا کروز، کالیفرنیا را به خوزه آمستی اعطا کرد. «لوس کورالیتوس» در زبان اسپانیایی به معنی «چشمه‌های کوچک» است. این بخشش در امتداد رود کورالیتوس در شمال واتسون ویل، کالیفرنیا گسترش یافت که شامل کورالیتوس و آمستی، کالیفرنیا می‌شود.
زمین رانچو لیانو د بوئنا ویستا که به معنی «دشتی با دید خوب» است، به مساحت ۸۴۴۶ جریب فرنگی (۳۴٫۱۸ کیلومتر مربع) در دره سالیناس توسط آرگوئلو به خوزه ماریانو استرادا تقدیم شد. خوزه ماریانو ستوان ارتش توپخانهٔ مکزیک و همچنین از اعضای خانوادهٔ همسر آرگوئلو بود.
آرگوئلو در سال ۱۸۲۳، زمینی از رانچو لاس سیئنگاس به مساحت ۱۷۹۳۹ جریب فرنگی (۷۲٫۶۰ کیلومتر مربع) که در شهر لس‌آنجلس، کالیفرنیا کنونی واقع شده، را به فرانسیسکو ماریا کاسترو (زادهٔ ۱۷۷۵ – درگذشتهٔ ۱۸۳۱) اعطا کرد. فرانسیسکو ماریا کاسترو سرباز قدیمی پادگان سانفرانسیسکو و زمانی شهردار سان خوزه، کالیفرنیا بود. زمین اهدای سان پابلو منطقه‌ای را پوشش می‌دهد که امروزه ریچموند، سان پابلو و کنزینگتون در غرب کونترا کستا کانتی نامیده می‌شود.
آرگوئلو در سال ۱۸۲۳ زمینی از رانچو لاس سیئنگاس به مساحت ۴۴۳۹ جریب فرنگی (۱۷٫۹۶ کیلومتر مربع) در لس‌آنجلس، کالیفرنیای امروزی را به فرانسیسکو آویلا اعطا نمود.
آرگوئلو در زمان انقلاب شورش در سال ۱۸۲۴ فرماندار بود. تقریباً یک ماه پس از شورش اولیه در صبح روز ۲۱ فوریه ۱۸۲۴، گروهی متشکل از ۱۰۰ سرباز مکزیکی، سواره نظام و کشیش و همچنین یک توپ چهار پوندی به قصد سرکوب خشونت‌آمیز شورش به لاپوریسیما رسیدند. آرگوئلو در قلمرو جدید کشورش به اندازه کافی هرج و مرج داشت؛ بنابراین دستور داد که شورش چوماش در صورت لزوم با خونریزی سرکوب شود.
زمین رانچو بولسا دی سان کایتانو به مساحت ۸۸۹۶ جریب فرنگی (۳۶ کیلومتر مربع) در شهر مونتری، کالیفرنیا کنونی در نزدیکی خلیج مونتری، توسط آرگوئلو به ایگناسیو فرر وایخو اهدا شد.
رانچو بولسا دی سان کایتانو، زمینی به مساحت ۸۸۹۶ هکتار (۳۶ کیلومتر مربع) در مکزیک در شهرستان مونتری کالیفرنیای کنونی بود که در سال ۱۸۲۴ توسط فرماندار لوئیس آنتونیو آرگوئلو به یگناسیو فرر وایخو اعطا شده و در سال ۱۸۳۴ به نام پسر بزرگش خوزه دی ژسوس وایخو زده شد. این نام به معنای «جیب سنت کایتانو» است. جیب در اینجا به زمینی که توسط باتلاق و لجن‌زار – در اینجا لجنزار الخورن – گفته می‌شود. این زمین اعطایی از طرف غرب هم‌مرز با خلیج مونتری بود.
رانچو مورو کوجو که بخشی از رانچو بولسا نووا و مورو کوجو، در شهرستان مونتری فعلی، کالیفرنیا شده، توسط فرماندار لوئیس آنتونیو آرگوئلو در سال ۱۸۲۵ اعطا شد.
آنتونیو ماریا اوسیو با دولورس آرگوئلو، خواهر لوئیس آنتونیو آرگوئلو ازدواج کرد. اوسیو در سال ۱۸۳۸ در مونتری ساکن شد. فرماندار آلوارادو در سال ۱۸۳۹ فرشته (کالیفرنیا) را به اوسیو، اعطا کرد، به این شرط که اوسیو بخشی از جزیره را برای یک قلعه اختصاص دهد. با این حال اوسیو هیچگاه در آنجا زندگی نکرد.
فرانسیسکو دی پائولا مارین اسپانیایی که در اوایل پادشاهی هاوایی تأثیرگذار شد، یکی از افراد مورد اعتماد پادشاه هاوایی کامهامه اول بود. مارین همه‌کاره بود، گاهی حتی به‌عنوان یک پزشک، احتمالاً بدون هیچ‌گونه تحصیلات رسمی، عمل کرده و به معرفی بسیاری از محصولات کشاورزی نسبت داده می‌شد. مارین برای نقل مکان به آلتا کالیفرنیا به فرماندار لوئیس آنتونیو آرگوئلو نامه نوشت ولی به او گفته شد که از همسران پر تعدادش در کالیفرنیا استقبال نخواهد شد.
در دوره تصدی آرگوئلو یک مأموریت جدید تعریف شد: مأموریت سانفرانسیسکو سولانو (کالیفرنیا) در ۴ ژوئیه ۱۸۲۳ توسط پدر مقدس خوزه آلتیمیرا. این مأموریت آخرین آن از ۲۱ مأموریت تعریف شده بود که قانون سکولاریزاسیون مکزیک در سال ۱۸۳۳ به آنها پایان داد. مأموریت سانفرانسیسکو سولانو نیز شمالی‌ترین و تنها مأموریتی بود که پس از استقلال مکزیک از اسپانیا آغاز شد. آرگوئلو خواهان حضور قوی مکزیکی در شمال خلیج سانفرانسیسکو بود تا روس‌هایی که فورت راس را در سواحل اقیانوس آرام تأسیس کرده بودند را از حرکت بیشتر به داخل و پایین سواحل بازدارد. ارتشبد ماریانو گوادالوپ والخو بعدها در سال ۱۸۳۴ و ۱۸۳۵، مأموریت را متوقف کرد. او کاشی‌های سقف را برای خانه خود برداشت، دیگران نیز دربرداشتن بخش‌هایی از ساختمان‌ها شرکت کردند و در نتیجه به ویرانه‌ای تبدیل شد که بعدها به‌طور کامل ویران شد. وایخو در سال ۱۸۴۰ کلیسای کوچکی ساخت که برای شهری که نیاز به کلیسا داشت، تبدیل به کلیسای اصلی شهر شد.

## میراث
کشتی آمریکایی لیبرتی اس‌اس لوئیس آرگوئلو در جنگ جهانی دوم به افتخار وی نام‌گذاری شد.